# Plautius Lateranus
(Aulus?) Plautius Lateranus (fl. 48-64, † 64) est un homme politique de l'Empire romain.

## Famille
Il est le fils de Quintus Plautius et de sa femme Sextia.
Il s'est marié avec Quinctilia, fille de Sextus Nonius Quintilianus.
Son fils Aulus Plautius fut le père de Plautia Quinctilia, mariée avec Publius Helvidius Priscus, consularis vir, fils de Gaius Helvidius Priscus et de sa femme Anteia, et de Plautius Quinctilius.

## Carrière
Il est sénateur. À cause d'une histoire d'amour avec Valeria Messalina, épouse de l'empereur Claude, il est expulsé du sénat en 48, mais réintégré en 55.
En raison de son implication dans la conjuration de Pison, Néron l'oblige à se suicider. Il était consul designatus pour 65.